# (5901) 1986 WB1
(5901) 1986 WB1 (1986 WB1, 1976 YJ5, 1984 BA1) — астероїд головного поясу.
Тіссеранів параметр щодо Юпітера — 3,625.